# FOSSIL
FOSSIL(英語：Fido Opus SEAdog Standard Interface Layer)是一個DOS年代的驅動程式界面，為電腦提供穩定及容易使用的通訊界面。FOSSIL界面主要用於運行電話BBS系統的微機。由於當年DOS系統簡陋的設計，使到程序開發者要使用串聯通訊埠的話，必須自行編寫界面。為方便通訊程序的開發，當時主要的BBS網路FidoNet及其他非商用網路合同開發了這個界面標準，使開發者為網路編寫程序之時更容易。
當時大多數BBS站台使用的FOSSIL界面，都不外乎 BNU 及 X00。現時幸存的網站，大多改用NetModem。

## 外部連結
- BNU的常見問題集（页面存档备份，存于）（英語）
- FOSSIL界面配置及使用基礎（页面存档备份，存于）（英語）